# Adelges joshii
Adelges joshii är en insektsart. Adelges joshii ingår i släktet Adelges och familjen barrlöss. Inga underarter finns listade i Catalogue of Life.